# Голяма еления
Голямата еления (Elaenia dayi) е вид птица от семейство Tyrannidae.

## Разпространение
Видът е разпространен в Бразилия и Венецуела.